# Finska umjetnost
Finska umjetnost je umjetnost naroda Finaca od srednjeg vijeka do danas.

## Srednjovjekovna finska umjetnost
Finska se arhitektura razvijala pod utjecajem njemačko-baltičke, a potom švedske i ruske kulture, a autohtoni likovni izraz njegovao se stoljećima u pučkoj umjetnosti.
Kroz cijeli srednji vijek uvoze se ili se naručuju kipovi iz sjeverne Njemačke.
Iz 13. i 14. stoljeća očuvane su kamene crkve, dvorci i utvrde na Ålandskim otocima, Kemi i Turku.

## Finska umjetnost između Rusije i Zapada
Autohtono pučko dekorativno slikarstvo oživljava se početkom 17. stoljeća, kada se javljaju i prvi domaći slikari (J. Naiman, A. Myra i začetnik pejzažnog slikarstva N. Schillmark) i kipar, A. Passer. Tada se razvija tip finske drvene crkve križnog tlocrta s odvojenim zvonikom, dok tijekom 18. stoljeća dominiraju crkve centralnog tlocrta (s istočnim korijenima), dok su građevine profane arhitekture plemićkog i građanskog staleža bliže srednjoeuropskom graditeljstvu (dvorci u Louhisaariju i Sarvilahtiju).
Krajem 18. stoljeća podižu se dvorci, crkve, gradske vijećnice i palače u neoklasicističkom stilu. U istom stilu djeluju i kipari E. Cainberg i C. E. Sjöstrand.

## Finska umjetnost 19. stoljeća
Početkom 19. stoljeća nacionalni i kulturni preporod potiče izgradnju; urbanizira se Helsinki u kojemu se podiže Senat, prvostolnica, kompleks Sveučilišta i drugi javni sadržaji, dok se u drugoj polovici 19. st. grade brojne ustanove i stambeni kompleksi u historicističkim stilovima. 
Tijekom 19. st. ističe se slikar i kipar Akseli Gallen-Kallela, predstavnik romantičarsko-nacionalne struje koji slika teme iz nordijske mitologije i portrete; slijede ga J. Rissanen, Pekka Halonen i Eero Järnefelt. Secesijski i simbolistički elementi javljaju se u djelima kipara Ville Vallgrena.

## Finska umjetnost 20. stoljeća
Početkom 20. stoljeća Wäinö Aaltonen povezuje autohtonu finsku skulpturu sa suvremenim europskim likovnim izrazima. Slikari T. K. Salinen i M. Collin prihvaćaju fovizam i promoviraju suvremene smjerove u finsko slikarstvo. E. Lydén, S. Vanni i L.-G. Nordström slikaju apstraktno, dok O. Mäkilä radi nadrealističke, a A. Kanerva ekspresionističke kompozicije.
Najznačajniji finski arhitekt je Alvar Aalto, jedan od začetnika moderne europske arhitekture funkcionalističkog izraza, slijede ga Eero Saarinen, Erik Bryggman i Aarno Ruusuvuori. Kasnija generacija finskih arhitekata je također bila bliska funkcionalizmu (H. i Kaija Sirén, te Reima i Raili Pietilä).
Tijekom 1960-ih razvija se apstraktni ekspresionizam (K. Lehtinen), pop-art (J. Sievannen), a u duhu konceptualne umjetnosti radi K. Lehtinen.
Suvremeni finski kipari (M. Hartman, Eila Hiltunen, M. Aiha, O. Lanu) slijede svjetske tokove, dok se koncem 20. stoljeća javljaju akcije i intervencije u prirodi (enviromental art) H. Koskinena.
Značajno mjesto u suvremenoj finskoj umjetnosti zauzimaju djela dizajna, posebice djela umjetničkog obrta s osloncem na bogatu tradiciju u pokućstvu, te uporabnim predmetima od drva i stakla. Čuveni su stolci od savitljivog drva Alvara Aalta koji je zaslužan za afirmaciju finskog dizajna u svijetu.

## Finska književnost
Može se reći kako finski jezik postoji tek otkad je Mikael Agricola preveo Novi zavjet na finski u 16. stoljeću tijekom Reformacije. Te sve do 19. stoljeća, i pojave finakog narodnog preporoda, nije bilo značajnijih književnih djela. Tada je Elias Lönnrot bio potaknut da skupi finske i karelijske pučke pjesme i objavi ih kao Kalevala, finski nacionalni ep. Od tada se javljaju brojni autori, kao Aleksis Kivi i Eino Leino, koji su pisali na finskom jeziku.
Nakon finske neovisnosti javljaju se finski moderni pisci, kao Mika Waltari, dok je Frans Eemil Sillanpää dobio Nobelovu nagradu za književnost 1939. god. Tijakom Drugog svjetskog rata književnici se vraćaju nacionalnim temama, poput književnika Väinö Linna. 
Danas je finska književnost bogata i zrela, a popularni su žanrovi detektivski romani i trileri, poput djela Ilkka Remesa.

## Finski film
U filmskoj industriji najznačajniji redatelji su: Aki Kaurismäki ("Lenjingradski kauboji idu u Ameriku"), Mauritz Stiller (redatelj u doba nijemog filma, poznat mu je film "Saga o Gösti Berlingu" s Gretom Garbo po romanu švedske Nobelovke Selme Lagerlöf) i hollywoodski redatelj i producent Renny Harlin.